# 卡拉特什河
卡拉特什河（羅馬化：Karatysh）是烏克蘭東部河流，流經扎波羅熱州和頓涅茨克州，屬於別爾達河的左支流，河道全長41公里，流域面積458平方公里。

## 外部連結
- Благотворные места в Украине и Крыму （页面存档备份，存于） （俄文）